# Vida, pasión y muerte de un realizador iracundo
Vida, pasión y muerte de un realizador iracundo es una película filmada en colores de Argentina dirigida por Rodolfo Corral según su propio guion que se estrenó el 13 de enero de 1971 y que tuvo como protagonistas a Hugo del Piano y Héctor González Azcona.
Este cortometraje integró junto con Los buenos sentimientos de Bernardo Borenholtz, El diablo sin dama de Eduardo Calcagno, y La visita de David Amitin, el largometraje Cuatrónicas.

## Sinopsis
Un joven realizador se debate entre sus intenciones, los créditos oficiales y el gusto del público.

## Reparto
Participaron del filme los siguientes intérpretes:
- Hugo del Piano
- Héctor González Azcona

## Comentarios
Sobre el filme Cuatrónicas se hicieron estos comentarios: 
Confirmado escribió:

”Vale la pena una visión de Cuatrónicas, muestrario de lo mucho que podría hacer el cine argentino con imaginación y talento.”

La Nación opinó:

”Los cuatro cortos figuran entre los mejores que se han realizado en el país en los últimos dos años. Han obtenido tanto aquí como en el extranjero, varias distinciones. Estas crónicas calificadas de “argentinas” no lo son en absoluto…Tratan ideas o constituyen una reflexión filosófica sobre el hombre actual…El enlace (de los cuatro cortos) está hecho con soltura y el espectáculo adquiere con ello una plausible coherencia”

La revista Primera Plana dijo:

”Cuatro cortometrajes (“crónicas”) conceptualmente desvinculados, de estilo dispar, y ensambladas funcionalmente mediante un presentador impostado en clave humorística conforman este centón cinematográfico.”

Manrupe y Portela escriben:

”La crítica social, la poesía y el humor en un film que tuvo la iniciativa de reunir cuatro cortometrajistas ante la imposibilidad de que cada uno estrenara por caminos separados.”